# Livádi (Paphos)
Pour l’article homonyme, voir Livádi.
Livádi (grec moderne : Λιβάδι) est un village chypriote situé dans le district de Paphos et comptant plus de 0 habitants.